# Delotelis hollandi
Delotelis hollandi är en loppart som beskrevs av Smit 1952. Delotelis hollandi ingår i släktet Delotelis och familjen mullvadsloppor. Inga underarter finns listade i Catalogue of Life.